# Akira Sekine
Akira Sekine (関根 明良 Sekine Akira?) es una actriz de voz japonesa afiliada a Aptepro.

## Biografía
Sekine nació un 16 de diciembre en Tokio, Japón. Desde los primeros años de la escuela primaria, soñaba con convertirse en actriz de voz. Comenzó a interesarse por la actuación de voz por pequeñas experiencias, como ser elogiada por leer en voz alta en clase de lengua japonesa o imitar series de anime junto a sus amigos.
Es graduada de la 35.ª promoción del Departamento de Doblaje y Teatro de la Nihon Kogakuin College. Además, es parte de la 3ª promoción de la escuela de formación asociada a Aptopro.
Su primera participación en una obra de anime fue en la serie de televisión Nisekoi.

## Vida personal
Cuando su padre le puso el nombre, uno de los que pensó era "Miyabi" (みやび?), pero finalmente eligió "Akira" (関根?) porque significaba "si eres brillante, habrá cosas buenas para ti". A menudo, debido a su nombre, la confunden con un hombre.
Aunque no tenía un apodo en el set, ella y sus compañeros de reparto de Princess Principal, decidieron llamarla "Aki-rin" o "Aki-ran".
Su especialidad y pasatiempo son aprender sobre los generales y castillos de la era Sengoku, así como visitar templos, además de tocar el oboe. Puede tocar cuatro tipos de instrumentos.
Le gustan las cosas tradicionales japonesas como los kimonos, las katanas, las armaduras y el matcha, y viaja a Kioto con frecuencia.
Es amante de los pájaros y tiene un periquito. Su relación con Chihiro Kawakami se profundizó a través de sus interacciones relacionadas con los periquitos después de haber trabajado juntas en Aikatsu!.

## Filmografía
Los papeles principales están en negrita

### Anime

#### Series de televisión
| Año  | Título                                                                                | Rol                                  | Refs.       |
| ---- | ------------------------------------------------------------------------------------- | ------------------------------------ | ----------- |
| 2014 | Nisekoi                                                                               | Raku Ichijō (niño); Estudiante       | [ 1 ]       |
| 2014 | Aikatsu!                                                                              | Miyabi Fujiwara                      | [ 7 ] [ 8 ] |
| 2015 | Nisekoi:                                                                              | Suzuki; Estudiante                   | [ 9 ]       |
| 2015 | Tai-Madō Gakuen 35 Shiken Shōtai                                                      | Akira Yoshimizu; Anfitriona B; Nero  | [ 10 ]      |
| 2016 | Tanaka-kun wa Itsumo Kedaruge                                                         | Miyoshi                              | [ 11 ]      |
| 2016 | Stella no Mahō                                                                        | Haruma Seki                          | [ 12 ]      |
| 2017 | Sakurada Reset                                                                        | Hiroyuki Sasano (niño)               | [ 13 ]      |
| 2017 | Princess Principal                                                                    | Charlotte "Princess"                 | [ 14 ]      |
| 2017 | RoboMasters the Animated Series                                                       | Han                                  | [ 15 ]      |
| 2018 | Miira no Kaikata                                                                      | Tazuki Kamiya (niño)                 | [ 16 ]      |
| 2018 | Tokyo Ghoul:re                                                                        | Hairu Ihei                           | [ 17 ]      |
| 2018 | Asobi Asobase                                                                         | Enomoto; Umeko Andō; Madre de Hanako | [ 18 ]      |
| 2019 | Kemurikusa                                                                            | Ryoku                                | [ 19 ]      |
| 2019 | Mahō Shōjo Tokushusen Asuka                                                           | Kurumi Mugen                         | [ 20 ]      |
| 2019 | Midara na Ao-chan wa Benkyō ga Dekinai                                                | Kaori Manaka                         | [ 21 ]      |
| 2019 | Hataage! Kemono Michi                                                                 | Shigure                              | [ 22 ]      |
| 2020 | Kami no Tō                                                                            | Aanak Jahad                          | [ 23 ]      |
| 2020 | Assault Lily: Bouquet                                                                 | Araya Endō                           | [ 24 ]      |
| 2021 | Yuru Camp△ Season 2                                                                   | Haruka Ichinomiya                    | [ 25 ]      |
| 2022 | Slow Loop                                                                             | Yamamoto                             | [ 26 ]      |
| 2022 | Akebi-chan no Sailor-fuku                                                             | Kei Tanigawa                         | [ 27 ]      |
| 2022 | Sono Bisque Doll wa Koi o Suru                                                        | Veronica; Rune                       | [ 28 ]      |
| 2022 | Cap Kakumei Bottleman DX                                                              | Kaori Hakase                         | [ 29 ]      |
| 2022 | Birdie Wing: Golf Girls' Story                                                        | Lily Lipman                          | [ 30 ]      |
| 2022 | Shijō Saikyō no Daimaō, Murabito A ni Tensei Suru                                     | Lemming                              | [ 31 ]      |
| 2022 | RPG Fudōsan                                                                           | Toto                                 | [ 32 ]      |
| 2022 | Fūto Tantei                                                                           | Tokime                               | [ 33 ]      |
| 2022 | Akiba Maid Sensō                                                                      | Fox Ace Maid                         | [ 34 ]      |
| 2022 | Fumetsu no Anata e Season 2                                                           | Yuiss                                | [ 35 ]      |
| 2023 | Sugar Apple Fairy Tale                                                                | Margaret                             | [ 36 ]      |
| 2023 | Hyōken no Majutsushi ga Sekai wo Suberu                                               | Ariane Algren                        | [ 37 ]      |
| 2023 | Dungeon ni Deai o Motomeru no wa Machigatteiru Darō ka IV: Fuka Shou - Yakusai-hen    | Maryū Reage                          | [ 38 ]      |
| 2023 | Mō Ippon!                                                                             | Emma Durand                          | [ 39 ]      |
| 2023 | Hirogaru Sky! Precure                                                                 | Sora Harewataru / Cure Sky           | [ 40 ]      |
| 2023 | Birdie Wing: Golf Girls' Story Season 2                                               | Lily Lipman                          | [ 41 ]      |
| 2023 | Dekoboko Majo no Oyako Jijō                                                           | Luna                                 | [ 42 ]      |
| 2023 | Shangri-La Frontier                                                                   | Aritomo                              | [ 43 ]      |
| 2023 | Kamonohashi Ron no Kindan Suiri                                                       | Mii                                  | [ 44 ]      |
| 2023 | Migi to Dali                                                                          | Karen Ichijō                         | [ 45 ]      |
| 2023 | Tearmoon Teikoku Monogatari                                                           | Cyril Rudolvon                       | [ 46 ]      |
| 2024 | Sokushi Cheat ga Saikyō Sugite, Isekai no Yatsura ga Marude Aite ni Naranain Desu ga. | Theodisia                            | [ 47 ]      |
| 2024 | Tensei Shitara Dai Nana Ōji Datta no de, Kimama ni Majutsu o Kiwamemasu               | Tao                                  | [ 48 ]      |
| 2024 | Vampire Dormitory                                                                     | Love Pure                            | [ 49 ]      |
| 2024 | Shinmai Ossan Bōkensha, Saikyō Party ni Shinu Hodo Kitaerarete Muteki ni Naru         | Alica Granger                        | [ 50 ]      |
| 2024 | Oshi no Ko 2nd Season                                                                 | Mei Adashino                         | [ 51 ]      |
| 2024 | Senpai wa Otokonoko                                                                   | Saki Aoi                             | [ 52 ]      |
| 2024 | Tsue to Tsurugi no Wistoria                                                           | Elfaria Alvis Serfort                | [ 53 ]      |
| 2024 | Make Heroine ga Ōsugiru!                                                              | Asami Gondō                          | [ 54 ]      |
| 2024 | Nageki no Bōrei wa Intai Shitai                                                       | Luda Lumbeck                         | [ 55 ]      |
| 2024 | Kami no Tō: Kōbō-sen                                                                  | Aanak Jahad                          | [ 56 ]      |
| 2024 | Tono to Inu                                                                           | Kiku                                 | [ 57 ]      |
| 2024 | Hoshifuru Ōkoku no Nina                                                               | Kilimina                             | [ 58 ]      |
| 2025 | NEET Kunoichi to Nazeka Dōsei Hajimemashita                                           | Tsumugi Yukino                       | [ 59 ]      |
| 2025 | Hazure Skill "Kinomi Master"                                                          | Dratena Belbury                      | [ 60 ]      |
| 2025 | Hana wa Saku, Shura no Gotoku                                                         | Mitsuka Hiiragidani                  | [ 61 ]      |
| 2025 | Dr. Stone: Science Future                                                             | Luna Wright                          | [ 62 ]      |
| 2025 | Akuyaku Reijō Tensei Oji-san                                                          | Anna Doll                            | [ 63 ]      |
| 2025 | Baban Baban Ban Vampire                                                               | Kaoru Yamaba                         | [ 64 ]      |
| 2025 | Rock wa Lady no Tashinamideshite                                                      | Lilisa Suzunomiya                    | [ 65 ]      |
| 2025 | Kanchigai no Atelier Meister                                                          | Luna                                 | [ 66 ]      |
| 2025 | Shōshimin Series 2nd Season                                                           | Hitomi Asoya                         | [ 67 ]      |
| 2025 | Tsuihōsha Shokudō e Yōkoso!                                                           | Twintail                             | [ 68 ]      |
| 2025 | Sono Bisque Doll wa Koi o Suru Season 2                                               | Rune Yamauchi                        | [ 69 ]      |
| 2025 | Isekai Mokushiroku Mynoghra                                                           | Soalina                              | [ 70 ]      |
| 2025 | Dr. Stone: Science Future Part 2                                                      | Luna Wright                          | [ 71 ]      |
| 2025 | Tensei Shitara Dai Nana Ōji Datta no de, Kimama ni Majutsu o Kiwamemasu 2nd Season    | Tao                                  | [ 72 ]      |

#### Películas
| Año  | Título                                                  | Rol                        | Refs.  |
| ---- | ------------------------------------------------------- | -------------------------- | ------ |
| 2015 | Aikatsu! Music Award: Minna de Shou wo MoracchaimaShow! | Miyabi Fujiwara            | [ 73 ] |
| 2020 | Bem Movie: Become Human                                 | Amelia Eisberg             | [ 74 ] |
| 2021 | Princess Principal: Crown Handler Movie 1               | Charlotte "Princess"       | [ 75 ] |
| 2021 | Princess Principal: Crown Handler Movie 2               | Charlotte "Princess"       | [ 75 ] |
| 2022 | Ōji no Honmei wa Akuyaku Reijō                          | Diana Diafell              | [ 76 ] |
| 2023 | Princess Principal: Crown Handler Movie 3               | Charlotte "Princess"       | [ 75 ] |
| 2023 | Precure All Stars Movie F                               | Sora Harewataru / Cure Sky | [ 77 ] |
| 2024 | Fūto Tantei Movie: Kamen Rider Skull no Shōzō           | Tokime                     | [ 78 ] |
| 2025 | Senpai wa Otokonoko Movie: Ame Nochi Hare               | Saki Aoi                   | [ 79 ] |
| 2025 | Princess Principal: Crown Handler Movie 4               | Charlotte "Princess"       | [ 80 ] |
| 2025 | Aikatsu! x PriPara the Movie: Deai no Kiseki!           | Miyabi Fujiwara            | [ 81 ] |

#### ONAs
| Año  | Título                               | Rol                  | Refs.  |
| ---- | ------------------------------------ | -------------------- | ------ |
| 2011 | Kemurikusa                           | Ryoku                | [ 82 ] |
| 2017 | Princess Principal: Ange Report      | Charlotte "Princess" | [ 83 ] |
| 2021 | Tenkū Shinpan                        | Kuon Shinzaki        | [ 84 ] |
| 2021 | Assault Lily: Fruits                 | Araya Endō           | [ 85 ] |
| 2022 | Cap Kakumei Bottleman DX: Side Story | Kaori Hakase         |        |

#### OVAs
| Año  | Título                                           | Rol                | Refs.  |
| ---- | ------------------------------------------------ | ------------------ | ------ |
| 2014 | Nisekoi OVA                                      | Raku Ichijō (niño) | [ 86 ] |
| 2018 | Asobi Asobase: Cosplay Taikai/Otona no Watashi e | Umeko Andō         | [ 87 ] |
| 2020 | Fate/Grand Carnival                              | Ritsuka Fujimaru   | [ 88 ] |

### Videojuegos
- Shanago Collection - Legacy Outback[89]
- Aikatsu! My No.1 Stage! - Miyabi Fujiwara
- EARTH WARS
- .hack//New World[90]
- Koku No Ishtaria - Ara,[91] Noel,[92] Allan, Helios
- Tenka Hyakken - Fudou Yukimitsu[93]
- Ash Arms - Spitfire Mk. I, SU-85
- Grimms Notes - Princess Aurora
- Street Fighter V - Akira Kazama
- Gunvolt Chronicles: Luminous Avenger iX 2 - Hail
- Arknights - Heidi
- Azur Lane - SMS Yorck[94]
- Gate of Nightmares - Nicole, Olivia
- Da Capo 5 - Akari Shirakawa[95]
- 404 Game Re:set - Altered Beast[96]
- Crymachina - Heim[97]

### Otros
- Project:;Cold (2022) - C[98]